# Izydor Gwoźdź
Izydor Adolf Gwoźdź (ur. 10 maja 1903, zm. ?) − oficer Wojska Polskiego II RP i Polskich Sił Zbrojnych, podpułkownik piechoty.

## Życiorys
Był absolwentem Oficerskiej Szkoły Piechoty w Ostrowi Mazowieckiej. 15 sierpnia 1928 roku Prezydent RP mianował go podporucznikiem ze starszeństwem z 15 sierpnia 1928 roku i 116. lokatą w korpusie oficerów piechoty, a Minister Spraw Wojskowych wcielił do 52 Pułku Piechoty Strzelców Kresowych w Złoczowie.
Na porucznika został awansowany ze starszeństwem z dniem 1 stycznia 1931 roku i 104. lokatą w korpusie oficerów piechoty. W 1932 roku pełnił służbę w 52 pp. W czasie kampanii francuskiej 1940 roku, w stopniu kapitana dowodził 11 kompanią 2 Pułku Grenadierów im. Bolesława Chrobrego. Zakończył służbę w stopniu podpułkownika.
Kawaler Krzyża Virtuti Militari V klasy, otrzymał też Croix de Guerre za kampanię francuską.
Po wojnie osiadł w Szkocji (Edynburg), zostając naturalizowanym obywatelem w listopadzie 1962 roku. W latach 60. prowadził sklep z winami w Edynburgu (17 Drummond str). Aktywnie uczestniczył w życiu Koła byłych żołnierzy 2 batalionu grenadierów tzw. „Kratkowanych Lwiątek”.